# Wiktor Adriaszenko
Wiktor Iwanowicz Adriaszenko, ros. Виктор Иванович Адриашенко (ur. w 1901, zm. w 1985) - radziecki generał porucznik lotnictwa, uczestnik II wojny światowej.
Dowodził 83 Myśliwską Brygadą Lotniczą Białoruskiego Okręgu Wojskowego, z której 79 pilotów, wraz z nim, uczestniczyło w wojnie domowej w Hiszpanii od 31 lipca 1937 do 6 stycznia 1938. Był doradcą dowódcy Sił Powietrznych Frontu Północnego, następnie dowódcą lotnictwa myśliwskiego.
W 1938 wstąpił do WKP(b).
Podczas II wojny światowej był zastępcą dowódcy lotnictwa myśliwskiego Zakaukaskiej Strefy Obrony Przeciwlotniczej, dowodził 21 Armią Lotniczą.
Po wojnie był zastępcą szefa Głównego Sztabu Obrony Przeciwlotniczej ZSRR.

## Literatura
- W. Adriaszenko, На Севере / Мы - интернационалисты: воспоминания сов. добровольцев - участников нац.-рев. войны в Испании. Wydanie 2 uzupełnione, Polizdat, Moskwa 1986.